# Resolutie 1066 Veiligheidsraad Verenigde Naties
Resolutie 1066 van de Veiligheidsraad van de Verenigde Naties werd op 15 juli 1996 unaniem aangenomen door de VN-Veiligheidsraad.

## Achtergrond
In 1980 overleed de Joegoslavische leider Tito, die decennialang de bindende kracht was geweest tussen de zes deelstaten van het land. Na zijn dood kende het nationalisme een sterke opmars en in 1991 verklaarde Kroatië zich onafhankelijk. Daarop volgde de Kroatische Onafhankelijkheidsoorlog, tijdens dewelke het Joegoslavische Volksleger het strategisch gelegen schiereilandje Prevlaka innam. In 1996 kwamen Kroatië en Joegoslavië overeen Prevlaka te demilitariseren, waarop VN-waarnemers van UNMOP kwamen om daarop toe te zien. Deze missie bleef uiteindelijk tot 2002 aanwezig.

## Inhoud
De Veiligheidsraad:
- Herinnert aan voorgaande resoluties als 779, 981, 1025 en 1038.
- Overwoog het rapport van secretaris-generaal Boutros Boutros-Ghali.
- Bevestigt opnieuw de onafhankelijkheid, soevereiniteit en territoriale integriteit van Kroatië.
- Bemerkt de gezamenlijke verklaring van Kroatië en Servië en Montenegro van 30 september 1992 over hun akkoord over de demilitarisatie van het schiereiland Prevlaka.
- Benadrukt het belang van wederzijdse erkenning tussen de opvolgerstaten in ex-Joegoslavië.
- Bepaalt dat de situatie in Kroatië de internationale vrede blijft bedreigen.

1. Autoriseert de militaire waarnemers van de VN om op de demilitarisatie van Prevlaka te blijven toezien.
2. Dringt er bij de partijen op aan voort te onderhandelen met het oog op de normalisatie van hun betrekkingen.
3. Vraagt de secretaris-generaal tegen 5 januari 1997 te rapporteren over de situatie in Prevlaka, en de vooruitgang van een vreedzame oplossing tussen Kroatië en Servië en Montenegro.
4. Moedigt de partijen aan de praktische maatregelen die de waarnemers voorstelden om de spanningen te verminderen aan te nemen.
5. Vraagt de waarnemers en de IFOR te blijven samenwerken.
6. Besluit actief op de hoogte te blijven.

## Verwante resoluties
- Resolutie 1047 Veiligheidsraad Verenigde Naties
- Resolutie 1058 Veiligheidsraad Verenigde Naties
- Resolutie 1069 Veiligheidsraad Verenigde Naties
- Resolutie 1074 Veiligheidsraad Verenigde Naties

Lijst ·  1036 ·  1037 ·  1038 ·  1039 ·  1040 ·  1041 ·  1042 ·  1043 ·  1044 ·  1045 ·  1046 ·  1047 ·  1048 ·  1049 ·  1050 ·  1051 ·  1052 ·  1053 ·  1054 ·  1055 ·  1056 ·  1057 ·  1058 ·  1059 ·  1060 ·  1061 ·  1062 ·  1063 ·  1064 ·  1065 ·  1066 ·  1067 ·  1068 ·  1069 ·  1070 ·  1071 ·  1072 ·  1073 ·  1074 ·  1075 ·  1076 ·  1077 ·  1078 ·  1079 ·  1080 ·  1081 ·  1082 ·  1083 ·  1084 ·  1085 ·  1086 ·  1087 ·  1088 ·  1089 ·  1090 ·  1091 ·  1092